# جيسيكا بارا
جيسيكا بارا (بالإسبانية: Jessica Parra) هي دراجة كولومبية، ولدت في 10 أغسطس 1995.

## وصلات خارجية
- جيسيكا بارا على موقع الاتحاد الدولي للدراجات (الإنجليزية)
- جيسيكا بارا على موقع أرشيف الدراجات (الإنجليزية)
- جيسيكا بارا على موقع إحصائيات الدراجات الإحترافية (الإنجليزية)
- جيسيكا بارا على موقع نسبة الدراجات (الإنجليزية)